# Brunbandad myrpitta
Brunbandad myrpitta (Grallaria milleri) är en fågel i familjen myrpittor inom ordningen tättingar.

## Utseende och läte
Brunbandad myrpitta är med kroppslängden 18 cm en medelstor till stor medlem av familjen. Fjäderdräkten är enhetligt mörkbrun med smutstvitt på tygel samt på strupe och buk som formar ett brett brunt bröstband. Revir- och varningslätet är ett högljutt visslande "wooee" som stiger något. Mer sällan hörs en mjuk vissling, "puuh, pü-pü", med avslutande tonen ljusare.

## Utbredning och systematik
Brunbandad myrpitta delas in i två underarter med följande utbredning:
- Grallaria milleri gilesi – norra centrala Anderna i Colombia (Antioquia), känd från ett enda exemplar insamlat på 1800-talet, förmodligen utdöd
- Grallaria milleri milleri – centrala delen av centrala Anderna i Colombia (Caldas, Risaralda, Quindío och Tolima)

## Status och hot
Brunbandad myrpitta har en liten världspopulation bestående av uppskattningsvis endast 10 000–20 000 vuxna individer. Den tros också minska i antal till följd av habitatförlust. Den är därför upptagen på internationella naturvårdsunionen IUCN:s röda lista över hotade arter, kategoriserad som sårbar (VU).

## Namn
Fågelns vetenskapliga artnamn hedrar amerikanen Leo E. Miller som samlade in typexemplaret.